# مكورات مخاطية
جرثومات مخاطية (الاسم العلمي: Myxococcaceae) هي فصيلة من البكتيريا، سلبية الغرام، تتبع رتبة الجرثومة مخاطية.